# Mickey est de sortie
Pour plus de détails, voir Fiche technique et Distribution.
Mickey est de sortie (Mickey Steps Out) est un dessin animé de Mickey Mouse produit par Walt Disney pour Columbia Pictures et sorti le 22 juin ou 7 juillet 1931. Ce film est le trentième film en noir et blanc de Mickey Mouse, personnage né officiellement en 1928 dans Steamboat Willie. Ces films étaient à l'origine projetés en première partie de séance et remportent un vif succès.
De nombreux personnages ont rejoint la souris au fil du temps dont la séduisante Minnie. Le chien Pluto apparaît en 1930 dans La Symphonie enchantée d'abord anonyme puis sous le nom de Rover dans The Picnic. Il ne deviendra Pluto qu'en mai 1931 dans The Moose Hunt, deux épisodes avant celui-ci.

## Synopsis
Mickey rend visite à Minnie, mais Pluto a décidé de ne pas les laisser tranquilles. Mickey grimpe sur Pluto pour jeter un coup d'œil par la fenêtre entre-ouverte. À l'intérieur, Minnie joue du piano. Mais Pluto se lance à la poursuite d'un chat et laisse Mickey coincé dans la guillotine de la fenêtre. Minnie les fait entrer. Mickey se met à danser avec Minnie mais Pluto poursuit sa course effrénée avec le chat, créant de nombreux dégâts. La course se rapproche du piano. La queue de Pluto se trouve entraînée par le rouleau du piano mécanique. Il parvient à se dégager mais seulement pour poursuivre avec le chat leurs ravages.

## Fiche technique
- Titre original : Mickey Steps Out
- Autres titres[1] :
  - Allemagne : Micky geht aus
  - France : Mickey est de sortie
  - Suède : Musse Pigg i friartagen
- Série : Mickey Mouse
- Réalisateur : Burt Gillett
- Animateur : David Hand
- Voix : Walt Disney (Mickey), Marcellite Garner (Minnie)
- Producteur : Walt Disney, John Sutherland
- Distributeur : Columbia Pictures
- Date de sortie : 22 juin[1] ou 7 juillet[2] 1931
- Format d'image : Noir et Blanc
- Son : Cinephone
- Durée : 7 min
- Langue : (en)
- Pays :  États-Unis

## Commentaires
Mickey est une fois de plus dans une situation joyeuse où il tient le rôle de danseur et musicien mais cette fois-ci sans emploi particulier. Walt Disney renouvelle une recette qui marche, mêler la musique avec l'animation, ce qu'il fait dans les Silly Symphonies depuis 1929.